# Guerra dos Emboabas
A Guerra dos Emboabas foi um confronto travado de 1707 a 1709 pelo direito de exploração das recém-descobertas jazidas de ouro na Capitania de São Vicente, região do atual estado de Minas Gerais, no Brasil. O conflito contrapôs os desbravadores vicentinos e os forasteiros que vieram depois da descoberta das minas. O primeiro grupo, formado pelos bandeirantes paulistas, havia descoberto a região das minas e, por esta razão, reclamava a exclusividade de explorá-las, e era liderado por Borba Gato. O outro grupo era heterogêneo e composto de portugueses provenientes da Europa e migrantes das demais partes do Brasil, sobretudo da costa leste nordestina, liderado por Manuel Nunes Viana, era pejorativamente apelidado de "emboabas" pelos paulistas.
Em novembro de 1708, Cachoeira do Campo, hoje distrito de Ouro Preto, foi um dos palcos do sangrento conflito envolvendo os direitos de exploração de ouro na futura Capitania de Minas Gerais. Este episódio não foi todo esclarecido ainda, sendo que, nele, várias passagens permanecem obscuras. Uma das teses levantadas é a que diz que tudo começa quando a frente luso-nordestina se choca com os paulistas subindo o rio São Francisco com seu gado.

## Os emboabas

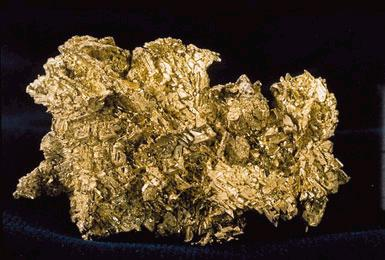
Pepita de ouro

Logo que a notícia da descoberta do ouro se espalhou, milhares de pessoas se deslocaram para a região, ficando pejorativamente conhecidos como "emboabas". O termo é proveniente do termo da língua geral paulista mbóaba, que significa literalmente "pata peluda" (mbó, pata + aba, peluda). Originalmente, o termo designava as aves com pernas cobertas de penas. Como os forasteiros sempre usavam calças e sapatos, ao contrário dos bandeirantes, estes começaram a utilizar o termo para se referir aos forasteiros.
Em sentido diverso, segundo o Dicionário Houaiss, emboaba seria a junção das palavras tupis mbo ("fazer que") + aba ("ferir"), sendo que mbo'aba seria um epíteto coletivo, aplicado a um grupo, e não apenas a um indivíduo. Assim, "os que invadem, agridem".

## Contexto
A corrida pelo ouro atraiu, para a região, cerca de 50 mil pessoas "que fervilhavam à beira dos rios e caminhos, nos sertões distantes e inóspitos". Os bandeirantes se achavam com maiores direitos sobre o ouro das minas, seja por eles terem sido os descobridores do lugar, seja por aquela região fazer parte da capitania de São Vicente, seja pela debilidade recente demonstrada pela coroa portuguesa ao ter de recorrer à ajuda dos bandeirantes paulistas para vencer a Guerra dos Palmares e a Confederação dos Cariris. Prova disso foi petição da Câmara de São Paulo, de 7 de abril de 1700, que requereu que a outorga do território aurífero fosse dada exclusivamente pelas autoridades dessa capitania. Teve papel, no conflito, o protetor de Manuel Nunes Viana, Pascoal da Silva Guimarães.
Enquanto isso, os colonos da Bahia e de Pernambuco estavam muito mais ligados aos reinóis portugueses que aos colonos paulistas. Os nomes que trocaram entre si mostravam suas diferenças. Os da terra eram chamados de "nômades", ou "bandoleiros sem lei"; estes, por sua vez, apelidaram os estrangeiros e os vindos de outras capitanias brasileiras de "emboabas".
Para os paulistas, aqueles que não participaram dos esforços na procura de ouro não deveriam ter os mesmos direitos na exploração. A tensão entre os paulistas (também chamados de vicentinos) e os demais exploradores crescia, motivada pelo aumento no fluxo populacional e pela insistência dos paulistas e emboabas de controlarem a região.
Apesar de se misturarem pelas regiões povoadas das minas, paulistas e emboabas não se uniam: ao contrário, se juntavam cada grupo com um representante. O ex-bandeirante Manuel de Borba Gato era o líder dos paulistas, enquanto os emboabas eram liderados por Manuel Nunes Viana, português que veio para Bahia jovem, e era conhecido por atos de coragem que o trouxeram para a região onde era proprietário de lucrativas minas.
Outra causa da guerra seria o alto preço dos mantimentos, inclusive pela limitada oferta em ocasião do aumento da demanda. Os comentários de Antonil em 1709 o provam e se tornou clássico o trecho em que relata: "a abundância de mantimentos e de todo o usual que hoje há nas Minas e do pouco caso que se faz dos preços extraordinariamente altos: um alqueire de farinha em São Paulo custava 640 réis, mas em Minas 43 000 réis! E assim por diante, uma libra de açúcar 120 réis em São Paulo e 1 200 nas Minas, uma galinha de 160 para 4 000 réis etc." Eliane Teixeira Lopes cita, em sua obra, um ensaio de Eduardo Frieiro, "Feijão, angu e couve", de 1966, que corrobora os acontecimentos. E J. Soares de Mello, em seu livro "Emboabas", de 1979, página 48, comenta: "Foi na época da fome como medida de prudência que Artur de Sá concedeu a Amaral Gurgel o estanco ou monopólio dos açougues. Não tardaram nada os abusos. O povo foi esmagado. E quando o monopólio chegou aos seus anos derradeiros e veladamente começaram as transações para o prorrogar, os paulistas se levantaram."
Por carta, o rei, para suprir a falta de gado, ordenara a dom Álvaro conceder a maior parte possível das terras entre o Rio de Janeiro e a serra dos Órgãos "com a obrigação de cada um dos donatários de pôr um curral de gado dentro de dois e até três anos no sitio que se lhes der, por se entender que com a fertilidade destas terras abundarão as capitanias em gado." Mas nada era assim tão simples. Em 1702, o governador dom Álvaro da Silveira e Albuquerque fizera doação, aumentando o domínio de Muribeca, no Espírito Santo, propriedade do colégio dos jesuítas do Rio de Janeiro, fundado no século XVII em terras doadas pelo Conde de Castelo Melhor, e que em 1701 possuía apenas 1 630 cabeças de gado - enquanto isso, suas fazendas no Rio e em Santa Cruz, Campos dos Goitacases e Campos Novos de São João em 1701 teriam 20 mil.
Foram baldadas, de 1702 a 1705, as providências do governador da Bahia, dom Rodrigo da Costa, para obstar a emigração que, das províncias beira-mar, se estava dando para as minas descobertas no atual Estado de Minas, principalmente vinda da Bahia, donde se transportavam muitas pessoas com seus escravos. Dom Rodrigo estabeleceu diversos presídios no interior para apreensão de escravos que fossem conduzidos para as minas. O ouro foi a pedra ímã, uma veemente atração: e formaram-se dois partidos, o dos paulistas e o dos emboabas. O historiador Diogo de Vasconcelos comenta: "paulistas e taubateanos teriam declarado talvez guerra pela posse de terrenos em Minas se não surgissem os forasteiros, inimigo comum que os amedrontou e uniu. Do reino, vinha o exemplo - formado de senhorios e conselhos autônomos, fabricado aos poucos e aos pedaços, federação de distritos fundidos pela política e nacionalizados pela história. Quando, no Brasil, as capitanias passaram a ser incorporadas à Coroa, ao governo direto do reino, o fizeram na forma por que antes existiam, não se tinha concebido a ideia abstrata e consolidária da pátria: forasteiro, para a gente paulista, ou quase inimigo, era o natural de outras províncias, porque entendiam pertencer-lhes domínio exclusivo das minas por eles descobertas e povoadas no sertão."

## O conflito

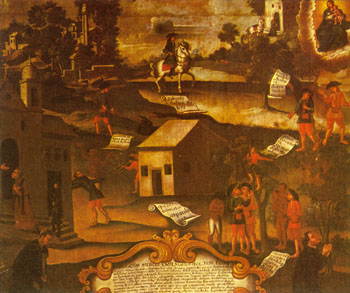
Pintura representando a Guerra dos Emboabas

Datam de 1706 as primeiras dissensões no arraial da Ponta do Morro, depois do Rio das Mortes, pela "morte injusta e tirânica que fez um paulista de um humilde forasteiro que vivia de uma pobre agência". Outro cronista diz por haver alguns índios carijós embriagados matado um português. Diogo de Vasconcelos, por sua vez, descreve: "Viajando por ali uns carijós para São Paulo, entraram a beber na venda de um novato reinol; rivalidade era tema assentado de todas as conversas; os carijós começam a falar de reinóis, defendidos pelo novato, pouco experiente, entre a bebida, houve altercação, e no ardor da discussão, foi morto o português pelos carijós. Fugiram estes pelo brejo do vale, saindo assim na lagoa Jucunem, e houve dois dias de batida para os descobrir – voltaram os do arraial, os moradores tinham-se reunido e determinado enviar ao Rio uma comissão de procuradores pedir a dom Fernando Martins Mascarenhas Lencastre compadecer-se da situação e lhes mandar autoridade para reprimir malfeitores e bandidos."
Em 1707, no Arraial Novo do Rio das Mortes, dois chefes importantes dos paulistas foram linchados pelos emboabas. Com medo de uma vingança, fugiram para a mata, ficando apenas um pequeno grupo na resistência. Os paulistas, apesar de terem motivos para agir, limitaram-se a enterrar seus chefes, e não enfrentaram os emboabas. Isso encorajou os emboabas que haviam fugido para a mata a voltar e a não mais se aterrorizarem com os paulistas.
Não se deve pensar, segundo os historiadores, que estava em jogo apenas o ouro: intervieram, também, criadores de gado e não apenas mineradores emigrados de São Vicente. Os criadores reagiram ao sistema de contratos com o objetivo de assegurar, com exclusividade, o fornecimento a açougues de animais para o abate e de arbitrar a venda da carne ao consumidor.
Em 1708, um choque inevitável aconteceu, e os dois lados voltaram a guerrear. Manuel de Borba Gato interveio, banindo Nunes Viana da região do Rio das Velhas, porém, sem sucesso. Várias tentativas de acordo foram feitas, todas infrutíferas. Os emboabas tomaram a iniciativa de desarmar todos os paulistas que encontravam, com o pensamento que estes preparavam um grande ataque contra eles. Houve pouca resistência, e, ao fim de 1708, os emboabas já tinham o controle de duas das três áreas de mineração mais importantes. Os paulistas refugiaram-se na região de Rio das Mortes.
Os emboabas reuniram-se e proclamaram Nunes Viana governador da região mineradora, numa afronta ao rei, que era o único a ter a prerrogativa para a escolha. Em seguida, os emboabas encarregaram Bento do Amaral Coutinho da expulsão dos paulistas restantes.[carece de fontes?] Os paulistas não opuseram resistência, e recuaram mais uma vez, desta vez para Parati e São Paulo.

### Capão da Traição
O mais trágico e emblemático episódio da Guerra dos Emboabas ficou perpetuado na história como "Capão da Traição". Após a derrota dos paulistas na batalha campal de Cachoeira do Campo, estes se renderam e foram anistiados com a pena de se retirarem da região das minas. Vários paulistas pararam em um capão (mata baixa cercada de floresta) na região situada próxima aos Arraiais da Ponta do Morro (próximo à atual Tiradentes) e Novo de Nossa Senhora do Pilar (atual São João del-Rei), provavelmente na região da antiga Fazenda do Córrego. Talvez tivessem os paulistas a intenção de reorganizar a sua tropa e marchar novamente contra os emboabas, agora em guerra de cerco, ou guerra de tocaia.
O exército emboaba encontrava-se também nas imediações. Os paulistas enviaram, então, alguns índios cativos para averiguar a posição dos emboabas e atraí-los para uma emboscada no capão. A estratégia funcionou e o exército dos emboabas marchou em direção da armadilha paulista, sendo recebido a tiros e muitos de seus caindo vitimados de disparos vindo de cima do arvoredo.
Mas houve o contra-ataque por parte dos emboabas comandados por Bento do Amaral Coutinho. Após ver tombar seu negro de confiança, Bento reorganizou seu exército em linha e, marchando para trás todo o destacamento emboaba, ficou fora da alça de mira dos paulistas. Estes, por sua vez, viram-se cercados e resistiram bravamente por dois dias, até solicitarem a trégua e a rendição a Bento do Amaral. Este chefe emboaba chegou a jurar pela Santíssima Trindade que, após a rendição e deposição das armas dos paulistas, não os mataria e expediria livre conduto para estes seguirem para fora da região das minas. Mas, após a rendição e entrega das armas, Bento decretou o massacre de todos os cerca de 300 paulistas capturados.

### Fim do conflito
O confronto terminou por volta de 1709, graças à intervenção do governador do Rio de Janeiro, Antônio de Albuquerque Coelho de Carvalho, que destituiu Nunes Viana e manteve a estrutura administrativa emboaba. Sem os privilégios desejados e sem forças para guerrear, os paulistas retiraram-se da região. Sua última tentativa de expedição punitiva contra os emboabas foi derrotada no Rio das Mortes. Muitos deles foram para o oeste, onde, mais tarde, descobriram novas jazidas de ouro, na região dos atuais estados do Mato Grosso do Sul, Mato Grosso e Goiás.

## Testemunhos

### Bento Furtado Fernandes de Mendonça
Relato clássico dos descobrimentos das Minas Gerais, a "Notícia dos primeiros descobridores das primeiras minas de ouro pertencentes a estas Minas Gerais, pessoas mais assinaladas nestas empresas e dos mais memoráveis casos acontecidos desde os seus princípios", escrita pelo "coronel das três vilas", Bento Furtado Fernandes de Mendonça, falecido em 1765, e filho de um dos mais notáveis bandeirantes dos primeiros anos das minas: Salvador Fernandes Furtado. Esse relato faz menção à Guerra dos Emboabas e permite inferir o estado de espírito daquela época:
| “ | Correndo os tempos em 1709 para 1710 houve o pernicioso levantamento de que em seu lugar daremos notícia dos ingratos filhos da Europa contra os famosos descobridores destes haveres, para remédito de tantos desválidos Europeus, e contra os Paulistas, não menos empregados nos mesmos descobrimentos e benefícios aos mesmos ingratos; nome este de paulistas odioso entre aqueles, que não os puderam imitar, nem deixar de receber destes favores, que os constituíram ingratos; próprias ações a que a arroja a inveja, em que não permanecem merecimentos e sobra a ambição de senhorear o alheio por meios violentos, ou mesmo razoáveis [...] Neste estado se achavam as Minas correspondendo o rendimento ao custoso trabalho dos mineiros com rendosas conveniências, aumentando, de cada vez mais, o concurso dos negócios e do povo, e do povo de várias partes, e maiormente filhos de Portugal, entre os quais vieram muitos que sendo mais ardilosos para o negócio quiseram inventar contratos de vários gêneros para mais depressa, e com menos trabalho encherem as medidas, a que aspiravam da incansável ambição, como foi um religioso Trino, cujo nome não faltará quem diga com outro religioso, o chamado Frei Conrado, que atravessaram os negociantes antes de entrarem nas Minas… Defenderam os paulistas, e alguns dos mais bem intencionados Reinóis, que o não conseguissem; motivos estes, por que foram concebendo um ódio mortal aqueles ambiciosos a estes defensores do bem público, e geral de todos os habitantes, que queriam, fossem oprimidos com tão pernicioso enredo de ambição. Fomentou este ódio com mais rigor o poder, e respeito, que os paulistas lograriam como pessoas principais, e fundadoras as povoações e aumentadas em riquezas e venerações dos favorecidos: coisas que aumentam a inveja, e confirmam o mais fino, e inveterado ódio. Não há dúvida de que muitos Paulistas, observavam pacíficos, humanados ao bom trato, e favor dos Reinóis, recolhendo-os em suas companhias, favorecendo-os em tudo, e aumentado-os dos baixos princípios, com que às Minas chegavam. Havia contudo alguns Paulistas que levados da sua soberania de respeito queriam tributos de adorações, como era sobre todos Jerônimo Pedroso de Barros, como foi notório, e seu irmão Valentim Pedroso de Barros, suposto este por elevados brios, e caprichos do príncipe, que de maldade". | ” |

### Borba Gato

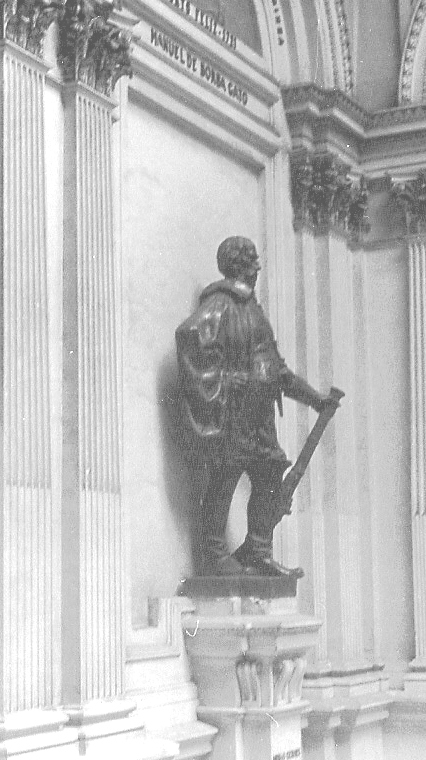
Estátua em bronze de Manuel da Borba Gato, de Nicola Rollo, no Museu do Ipiranga, em São Paulo

O melhor relato sobre os acontecimentos saiu da pena do superintendente Borba Gato, que escreveu longamente ao governador dom Fernando Martins Mascarenhas Lencastre em 29 de novembro de 1708, das minas do Rio das Velhas:
| “ | Muito tempo há que em profecia escrevia a Vossa Senhoria que se não podia tratar nestas Minas do bem comum, menos da arrecadação da Fazenda de Sua Majestade, que Deus guarde, nem da dos defuntos e ausentes, sem que houvesse nelas Infantaria. Agora posso afirmar que para se poder tratar destes (Ilegível) não se necessita menos que um exército, porque se foram os homens que entraram pela estrada proibida da Bahia desaforando de sorte que já cada vez que querem fazer um motim ou levantamento, para isso tem eligido cabos neste distrito e dado senhas, que não há mais que dá-la um para todos estarem juntos. Isto tem dobrado três vezes depois que saiu desta terra Cristóvão Correia Leitão. Foi a primeira vez que um bahiense que meteu um comboio em sua casa tão publicamente, em tão claro dia, que parece o acusava a sua consciência em que eu lho havia de ir confiscar, porém mal o podia fazer se nem por pensamentos tive notícia disso. Tratou de juntar gente, prevenir armas e não devia ser para me entregar o comboio. É incrível que seria para me descompor ou para me matar. Como não fui a sua casa, desvaneceu-se desse levantamento de que não tive notícia senão depois de se terem passado muitos dias. Depois disto tive notícia certa que de umas razões que teve Jerônimo Pedroso de Barros com Manuel Nunes Viana se originaria uma ruína muito grande, porque para que sucedesse assim tinha aquele convidado não só os parentes que tinha no distrito mas ainda a seu irmão Valentim Pedroso de Barros nas Minas Gerais e tinham passado palavra que em uma segunda-feira se haviam de achar todos no Caeté. Deu-me esta notícia em que cuidar pelo primeiro do bem comum e inquietação de um povo que alvoroçado sempre traz consigo estragos que dão que sentir, resolvi-me a fazer os editais que envio a Vossa Senhoria para que, ausentando-se Manuel Nunes Viana com um pretexto tão honrado se evitassem as ruínas que podiam suceder. Também com a consideração de que este homem e a sua vinda a estas Minas era tão prejudicial à Fazenda de Sua Majestade que Deus guarde, porque não tem mais exercício no Rio de São Francisco que esperar comboios da Bahia de uma grossa sociedade que tem naquela cidade, e tanto que lhe chegam, não se contenta com marchar com estes para as Minas, senão convir servindo de capitania aos mais comboios, para que nenhum seja tomado do inimigo que nesta conta tem a quem trata da arrecadação da Fazenda de Sua Majestade, que Deus guarde. Tanto que tem feito o seu negócio nestas Minas, passa palavra a todos os que aqui se acham com ouro para ir por aquela estrada proibida sem pagar quintos que se aparelhem para tal dia; juntam-se todos e se vão com ele, reconhecendo-o por seu General, querendo disfarçar tudo isto que é tão público com vir dar o ano passado entrada a 47 cabeças de gado, como Vossa Senhoria se pode informar de Cristóvão Correia Leitão, e este ano de 46, que nem se cansou em a vir dar a esta oficina senão mandar. Postos os editais, foi êle logo ao arraial do Caeté donde estavam a tirá-los, como Vossa Senhoria verá da carta a qual lhe mandei esta resposta, mas não deixei de ficar considerando o que poderia obrar, porque se tomava aquela resolução em virtude do Capítulo 17 que Sua Majestade foi servido dar no Regimento para o Governo destas Minas e por ver quão prejudicial era este homem nelas à Fazenda do dito Senhor; lembrando-me também do Capítulo 1° em que tanto recomenda Sua Majestade que Deus guarde o cuidado que se há de por em atalhar as discórdias que houver não só entre Mineiros, mas ainda entre outras quaisquer pessoas que se achem nestas Minas, saí de minha casa para o Caeté para que, quando não pudesse dar a execução o capítulo 17, tratar de usar do primeiro. Chegando àquela parte antes do dia que se tinha destinado, já achei algumas ruínas que faziam as tropas que se ajuntavam. Tinham morto dois negros do dito Manuel Nunes Viana e feito outras hostilidades. Tratei de aquietar tudo, fazendo amigo a Jerônimo Pedroso de Barros com Manuel Nunes Viana quando para este efeito fui a sua casa achei nela toda a gente que tinha deixado neste Rio das Velhas e Saberabusu. Composto tudo, fiz jornada para minha casa donde vim saber como cá se tinha feito um levantamento ou motim, sendo cabeças dele certos homens que tenho em lembrança, entrando pelas casas dentro as pessoas que achavam os acompanhavam senão os haviam de matar, com o que não ia por vontade faziam ir à força, ficando tudo isto despejado, metendo-se tudo em casa de Manoel Nunes (Viana) sem se lhe dar do Edital que tinha posto para que o não fizessem. Como nós não podemos ter maior fiscal das nossas culpas que as nossas consciências, estas cabeças de Motim parece que considerando no mal que tinham obrado em andar obrigando a força os homens para serem contra os Paulistas, sucedendo uma noite vir um cunhado de Jerônimo Pedroso de sua casa a Saberabuçu, que não é longe, dizem que a procurar um pouco d ouro que de certa ciência sei havia mister para pagar a outro Paulista que ia para povoado, que lhe tinha emprestado, e pelo não achar mandou dizer à pessoa que lhe vinham uns barris de aguardente, lhos vendesse logo por qualquer preço que fosse; começaram disto a formar argumento, porque se achavam na consulta frades e clérigos, e diz que colheram de conclusão por consequência certa que aquilo era para matarem aqueles que publicamente foram cabeças do motim, e irem-se embora que por isso é que passaram de noite e mandavam pela manhã vender a fazenda fosse pelo que fosse. Com este pretexto fizeram outro levantamento, e o que não acudia a este motim o iam tirar a sua casa, e faziam assistir nele, e houve uns que tiveram sentença de morte. Chegado Manuel Nunes Viana do Caeté, não deixando bahiense nem outro homem algum dos que não eram Paulistas, diz que resolveram matarem alguns Paulistas nomeados e os mais fazê-los despejar sem que ficasse nenhum, e o que repugnasse matarem-no também. Esta desordem diz que a mexeram frades e clérigos, também dizem que houve outros que sem dúvida deviam de ser mais bem intencionados que rebatendo esta fúria, vieram em que se moderasse a sentença que foi ficarem os Paulistas sujeitos a leis que queriam estabelecer os Bahienses: que são de que nenhum Paulista nem negro seu entre de noite em arraial de homem da Bahia, e que fazendo-o serão mortos sem que por isso sejam obrigados a pagarem os escravos; que de dia não pudessem trazer mais que dois pagens; e outras proposições semelhantes que em se dando a imprensa se se venderem enviarei a Vossa Senhoria. Que isto seja castigo de Deus com evidência se mostra, porque qual havia de ser o bahiense por mais poderoso que fosse que entrasse cá nestas Minas se não fora o amparo que tinham nos Paulistas, que eu com o meu pagem o não confiscasse, nem qual era o pobre que chegava aqui para poder estar com sossego se não fosse valer do arraial de algum Paulista. Não sinto eu que os Bahienses façam isto aos Paulistas, para que eles abram os olhos e reparem que são justos juízos de Deus que para se porem e oporem contra as ordens de seu Rei a quem tanto amor devem, diziam que os Bahienses não eram só seus amparados senão seus filhos. O de que me fico lastimando é o que tenha de seguir daqui as ruinas que isto há de causar, e o prejuízo que há de resultar à Fazenda de Sua Majestade que Deus guarde. Estes dois (ilegível), Senhor, deve Vossa Mercê ponderar muito, como tão amante do serviço de Sua Majestade, que Deus guarde, para que lhe possa dar o remédio que parecer mais conveniente, que aqui, da sorte que isto está, não se pode devassar e menos proceder contra ninguém de que resulte utilidade à Fazenda de Dua Majestade dando cumprimento às suas reais ordens. (....) A pessoa de Vossa Senhoria Deus guarde muitos anos com os aumentos e Estado que está merecendo. Minas do Rio das Velhas, Manuel de Borba Gato. | ” |

Este documento está na Biblioteca Nacional de Lisboa, Arquivo de Marinha e do Ultramar, docs 3212 a 3225 do Rio de Janeiro. Borba Gato é assim o primeiro historiador dos emboabas. Tumultos e dissensões paralisaram as Minas, extinguiram trabalho e anularam colheitas. Só se cuidava da guerra e os moradores estavam reduzidos à miséria. Não era entretanto chegado o momento de descerrar ao Governador quanto sabia. Escreveu não para acusar mas para apurar responsabilidades.

### João da Veiga da Costa
João da Veiga da Costa, que era mestre de campo do Terço dos auxiliares das Capitanias da vila de Nossa Senhora da Conceição de Itanhaém, escreveria em 19 de abril de 1719:
| “ | Certifico que havendo despejado destas Minas a maior parte dos nativos da vila de São Paulo e suas anexas, pela alteração do povo, ficamos assistentes nelas cento e tantos mineiros e lavradores e por uma voz falsa de que vagavam nos matos da Itatiaia 600 homens de armas dos nossos naturais para fazerem guerra aos frausteiros, nos ameaçavam estes, de sorte que suposto tínhamos sujeitado nossas armas em nome de Sua Majestade debaixo de cuja tutela supunhamo-nos seguros, era tal o temor com que nos atemorizavam que determinadamente desertamos também as ditas Minas, deixando ao desamparo nossas fazendas de plantas, instrumentos de minas e terras minerais, e tendo notícia deste fato Rafael da Silva e Souza, a quem os ditos frausteiros tinham obrigado que por serviço de Sua Majestade exercesse posto de capitão, não podendo capacitá-los a que não ocasionasse a nossa total saída destas ditas Minas, mandou logo alguns próprios a Manuel Nunes Viana, a quem os frausteiros tinham feito seu capitão-regente, protestando pela grande perda que receberia Sua Majestade nos seus reais quintos, com a retirada de tantos mineiros e povoadores e advertindo-lhe os melhores meios para evitar perda tão considerável, com cujo parecer ordenou o dito Manuel Nunes Viana a todos os cabos dos ditos frausteiros que impedissem com gravíssimas penas a que se não molestassem os homens da Serra Acima que nestas Minas assistiam na obediência em que estávamos pelo zelo e inteligência e capacidade que reconheceu no dito Rafael da Silva e Souza lhe ordenou que por nossos sítios e Fazendas nos visitasse e capacitasse com a segurança de proteção em nome de sua Majestade que se deixassem ficar quietos e sossegados em seus sítios e Fazendas, tratando de todas as suas conveniências pois lhes prometia toda a segurança de suas vidas e Fazendas, o que logo fez assim o dito Rafael da Silva e Souza com muito grande zelo e cristandade, discômodos de sua pessoa e Fazenda, em cujo respeito e conhecida lealdade no serviço de Sua Majestade nós resolvemos a ficar em nossos sítios e moradas, e foi este um dos serviços pelo qual merece que Sua Majestade o honre e premeie por ser o mais útil que se fez à conveniência dos seus Reais Quintos. Passa o referido na verdade pelo juramento dos Santos Evangelhos e por me ser pedida esta, lhe mandei passar por mim assinada, em Minas Gerais. | ” |

### Bento do Amaral Coutinho

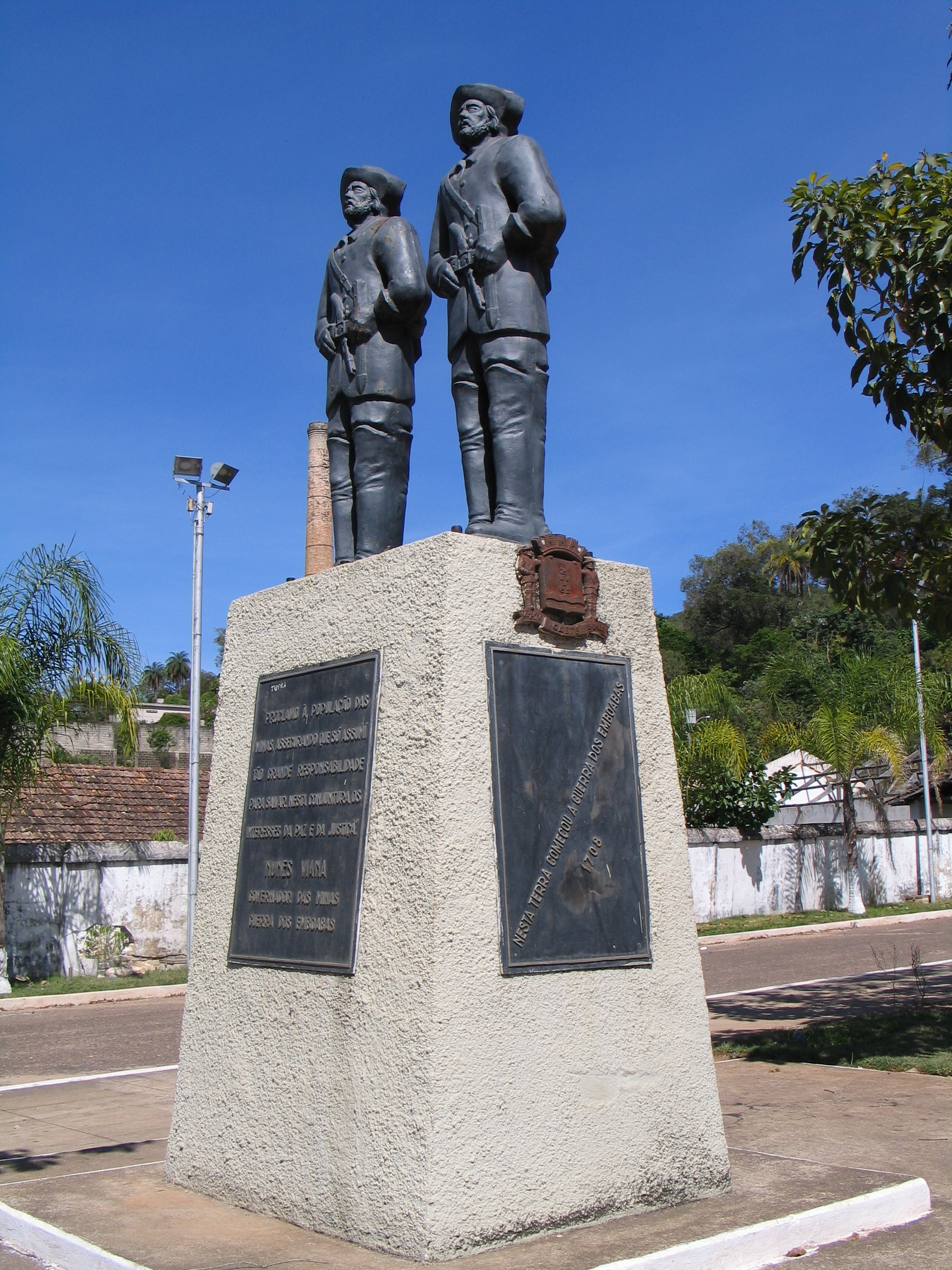
Estátua em Caeté em homenagem à liderança de Nunes Viana na Guerra dos Emboabas

Datada de 16 de janeiro de 1709 temos uma carta, escrita do arraial de Ouro Preto por Bento do Amaral Coutinho e enviada a dom Fernando Martins Marcarenhas Lencastre - e por tal carta demonstra que não seria facinoroso como a história quer, porque o governador não se corresponderia amistosamente com um fora da lei. Diz nela:
| “ | Sem embargo que aos pés de Vossa Senhoria em toda a ocasião só desejo ser anunciador de paz, nesta forçosamente o hei de ser de Guerra, para dar parte a Vossa Senhoria do levantamento que agora sucedeu em 20 de dezembro nestas Minas Gerais, tomando armas todos os moradores destes arraiais e do campo contra os naturais da vila de São Paulo e serra acima. Poucos dias antes deste, havia sucedido o primeiro, nos arraiais do Caeté e Sabará das Minas do Rio das Velhas, causado de uma avançada que ao capitão maior Manuel Nunes Viana fora dar a Valentim Pedroso, para recuperar um desaire da espada em que seu irmão Jerônimo Pedroso havia ficado de pior com o dito Capitão-Maior, para o que foi incorporado de um tumulto de 600 armas, acompanhado do mesmo irmão, de José Pompeu, de Leão Leite e de outros muitos parentes e amigos como além disso guarnecido de mais armas, que chegando ao Caeté lhe foi levar em socorro o Tenente Manuel de Borba Gato seu tio, administrador daquelas Minas que, devendo como mineiro usar dos meios mais equivalentes para evitar a ruína e atalhar a desordem que sucedeu, o fez pelo contrário, excitando o incêndio até chegar a mandar fixar editais nas portas das Intendências, feitos em seu nome e firmados por sua mão, que nenhum morador ou forasteiro desse favor ou ajutório ao dito capitão-maior com pena de proceder contra êles e lhe serem confiscados os bens, só para que ficasse vencedor seu sobrinho. Mas como durante esta prevenção fosse tão considerável a perda e o saque se dece (?) aos moradores que se avirigua não se restituir com cinco arrobas d ouro. Condoídos estes tanto da perda como da sem razão que viam se queria usar com o Capitão-Maior, conspiraram no levantam/ com dois mil armas, despejando violentamente aos agressores, matando a um José Pardo, Paulista, por insolências que fez, e ultimamente, tirando as armas a todos os Paulistas, como instrumentos de suas desordens e mau viver, além de outras capitulações que assentaram, fazendo corpo de Milicia, até recorrem a Vossa Senhoria e a Sua Majestade considero fariam já. Com este repente despejados Jerônimo Pedroso das Minas do rio das Velhas e outros mais que lá eram moradores, apostaram a estas Gerais, e logo de caminho deram um tiro a um dos moços moradores do campo, irmão do Padre Manuel Pires, por sair ao caminho a livrar a uma vaca sua dos cais, e fazendo daí passo para o sitio de Pascoal da Silva, lhe disseram era mui acomodado aquele campo para uma couteda ou marca, e recolhidos a Joatiaia, em poucos dias houve notícia que juravam os Paulistas passar a ferro frio todos os Emboabas, que assim chamam aos nossos portugueses assistentes por aqui, estilo entre êles na conquista do gentio mui antigo. Mas não parando aqui a coisa e começando a fazer varias preparações de armas cada dia, em um foram vistas na Joatiaia 400, em outro grande número que se não pode contar no Rio das Pedras, todos Paulistas, e havia vários dizeres sobre o caso, até que se rompeu uma voz que os Paulistas, vendo o desigual partido que tinham no Rio das Velhas com os nossos, por serem muitos e viverem já guarnecidos de Milicia e acautelados, conspiravam dar uma noite a saquear e destruir êstes arraiais do Ouro Preto e Antônio Dias, matando tudo o que pudessem matar por serem mais importantes e estarem desprevenidos de liga e de Milicia; e nestas considerações do que se dizia viviam já muitos com seu receio. Alguns do povo em praticas particulares já capitulavam mas debaixo disso havia parecer de maduro conselho que os divertia por ser infausto o motim, de que se não serve Deus nem El-Rei, e comumente parto de muitas desgraças, parecendo melhor acerto ir vendo ainda com o tempo os sinais e indicios mais eficazes, até que, fazendo-se exatas diligências para se alcançar daqui a verdade, constou por cartas que se apanharam fazerem-se certas todas as demonstrações passadas, e ultimamente um homem de serra acima, bem poderoso e apotentado, falando em particular com certa pessoa, lhe disse que fôra convidado para o mesmo efeito, porém se não queria meter nessas alhadas. E com o último desengano que neste particular se colheu das ditas cartas, se levantou este povo do Ouro Preto e logo a uma fala o arraial de Antonio Dias, e dai a poucas horas o campo, com que se elegeu neste Ouro Preto um capitão que governasse de Armas e Guerra que se esperava: e como na noite seguinte ao dia do levantamento se mandou pôr fogo a êste arraial pelas duas (horas) depois da meia noite por dois bastardos e um negro fora da parede de um rancho junto ao punho de uma rede que estava armada daquela parte de que ardeu grande parte, queimando-se nove ranchos de mercadores que se avaliou em grande perda. E fora se se queimaram 16 arrobas de polvora que estavam neles. Se coligiu que de respirador da prevenção do levantamento, antes que tivesse o intento efeito, mandaram fazer a queima sendo público haver sido o agressor um Fernando Pais, paulista, que logo se foi retirando e pondo de largo, mandando depois dizer Valentim Pedroso que se não queixassem dele senão de Pais, que era o que mandara pôr fogo ao arraial. E para confirmação de tudo por outra carta que se alcançou alguns dias depois e aberta se viu que dizia por formais palavras Vossa Senhoria estiveram a culpa em não fazer-se o efeito a seu tempo, que já agora é tarde... | ” |

### Junta no Rio de Janeiro
Em 16 de janeiro de 1709, houve Junta no Rio:
| “ | Aos 16 dias do mês de Janeiro de 1709 nesta cidade de S.Sebastião do Rio de Janeiro, nas casas de Sua Majestade que Deus guarde onde assiste D. Fernando Martins Mascarenhas de Lancastro, governador e capitão geral destas Capitanias, estando em Junta com o Ilustrissimo Bispo D. Francisco de São Jerônimo, o Mestre de Campo Francisco Ribeiro, o Desembargador Antônio Luís Peleja, o doutor juiz de fora Hipólito Guido, o provedor da Fazenda Real Luís de Almeida Correia e Albuquerque, o procurador da Coroa João Mendes da Silva, o doutor Manoel Correia Vasques, juiz e ouvidor da Alfândega, e o capitão Marcos da Costa da Fonseca Castelo Branco, almoxarife da Fazenda Realito governador foi apresentada carta do Tenente General Manuel de Borba Gato de 29 de novembro de 1708 em que lhe dá conta do estado em que estão as minas, onde estão como em guerra viva os paulistas com armas uns e outros nas mãos, acometendo-se com grande número de armas de parte a parte, havendo levantamentos, ruínas e inquietações de sorte que se seguirá uma total ruína não só de uns e outros assistentes das minas mas também uma gravissima perda à Fazenda de Sua Majestade, que Deus guarde, não so para o seu reino mas também para os moradores desta cidade, pois com esta inquietação e tumulto tem estado e está impedido todo o negócio das minas. Para evitar tão grandes perdas e ruinas pedia ao dito Governador lhe pusesse o remédio de sorte que se aplace esta furia e atual estrago que necessita do maior respeito e do maior poder, pois de outra sorte nao se conseguiria o sossêgo daquele Povo amotinado; e vendo o dito governador que Sua Majestade que Deus guarde por carta de 31 de janeiro de 1702 lhe ordena que não vá às minas nenhum governador desta Praça sem ordem especial sua, o que só limita havendo algum acidente em que se não possa esperar ordem; e que da omissão em acudir-lhe com remédio prontamente se lhe daria culpa: propôs se este serviço atual das minas se complicaria no caso do acidente de que fala a dita carta de Sua Majestade, e assim se devia nesta ocasião o dito governador ir pessoalmente às minas para atalhar, sossegar e remediar tão iminente ruina de que se seguem mui prejudiciais consequências ao Reino, Fazenda e vassalos de Sua Majestade e por todos uniformemente foi dito que, visto o trabalhoso estado das minas, a carta e ordem de Sua Majestade se compreende o caso dela o presente sucesso das minas e que era conveniente passar a elas o dito Governador para com sua presença, respeito e podia atalhar tanta ruína, sossegar aquele levantamento e motim para que todos os assistentes das minas vivam em quietação e sossêgo e se continue o negócio que por este acidente tem cessado e está impedido, o que, visto pelo dito Governador, abraçando o voto e parecer de todos, se resolveu e assentou passar às minas com brevidade para os efeitos referidos e pelas razões ponderadas; de que mandou o dito Governador fazer este Termo que todos assinaram. O Secretário Bartolomeu de Siqueira Cordovil o fez. | ” |

O governador decidiu, portanto, partir a 2 de março, pois precisou de um mês para os preparativos de uma jornada que imaginava penosíssima - tempo de chuvas, caminhos intransitáveis, colheita longe, gastos excessivos.

## Consequências

Mapa do Brasil após a Guerra dos Emboabas

- Regulamentação da distribuição de lavras entre emboabas e paulistas.
- Regulamentação da cobrança do quinto.
- Cisão da Capitania de São Vicente em Capitania de São Paulo e Minas de Ouro, ligadas diretamente à Coroa em (3 de novembro de 1709).
- São Paulo, antiga sede da Capitania de São Vicente, deixa de ser vila, tornando-se cidade, sediando a nova capitania.
- Criação das vilas de Vila Rica (1711), Sabará (1711) e São João del-Rei (1713).
- Acabam as guerras na região das minas, com a metrópole assumindo o controle administrativo da região.
- A derrota dos paulistas fez com que alguns deles fossem para o oeste onde, anos mais tarde, descobririam novas jazidas de ouro nos atuais estados do Mato Grosso do Sul, Mato Grosso e Goiás.
- A produção de ouro após o fim da guerra aumenta de tal modo que Minas Gerais torna-se a região mais rica do Brasil entre 1740 (auge da produção) e 1760 (auge da arrecadação) com ápice médio de Vila Rica em 1750, mas como o grosso do ouro era desviado pelo São Francisco.

## Influência na literatura brasileira
A guerra dos Emboabas foi tema da obra de ficção "A Muralha" (1954), da escritora brasileira Diná Silveira de Queirós.